# Групова збагачувальна фабрика «Постниківська»
Групова збагачувальна фабрика «Постниківська» — збудована за проєктом інституту «Дондіпрошахт» для збагачення антрациту місцевих шахт, які зв'язані з фабрикою одна конвеєрним транспортом, друга — канатною дорогою. Проєктна потужність фабрики становила 795 тис. тонн на рік, згодом була підвищена до 1150 тис. тонн, зважаючи на обладнання пристрою для привізного антрациту. Технологічна схема передбачала збагачення класу 6—100 мм у мийних жолобах, які у 1970 році замінили на досконаліші апарати — відсаджувальні машини. Концентрат 6—100 мм відвантажується споживачам окремими сортами, що одержується розсіванням за стандартною шкалою. Сорт 0—6 мм відвантажується на теплові електростанції без збагачення. Шлам, що залишається після вловлювання крупнозернистого продукту та виділення просвітленої води, спрямовується у шламові відстійники і сезонно відвантажується окремим продуктом на теплоенергетичне використання. У цілому фабрика належить до підприємств застарілого технічного рівня.
Місцезнаходження: м. Шахтарськ, Донецька обл., залізнична станція Постникове.